# Abasinen

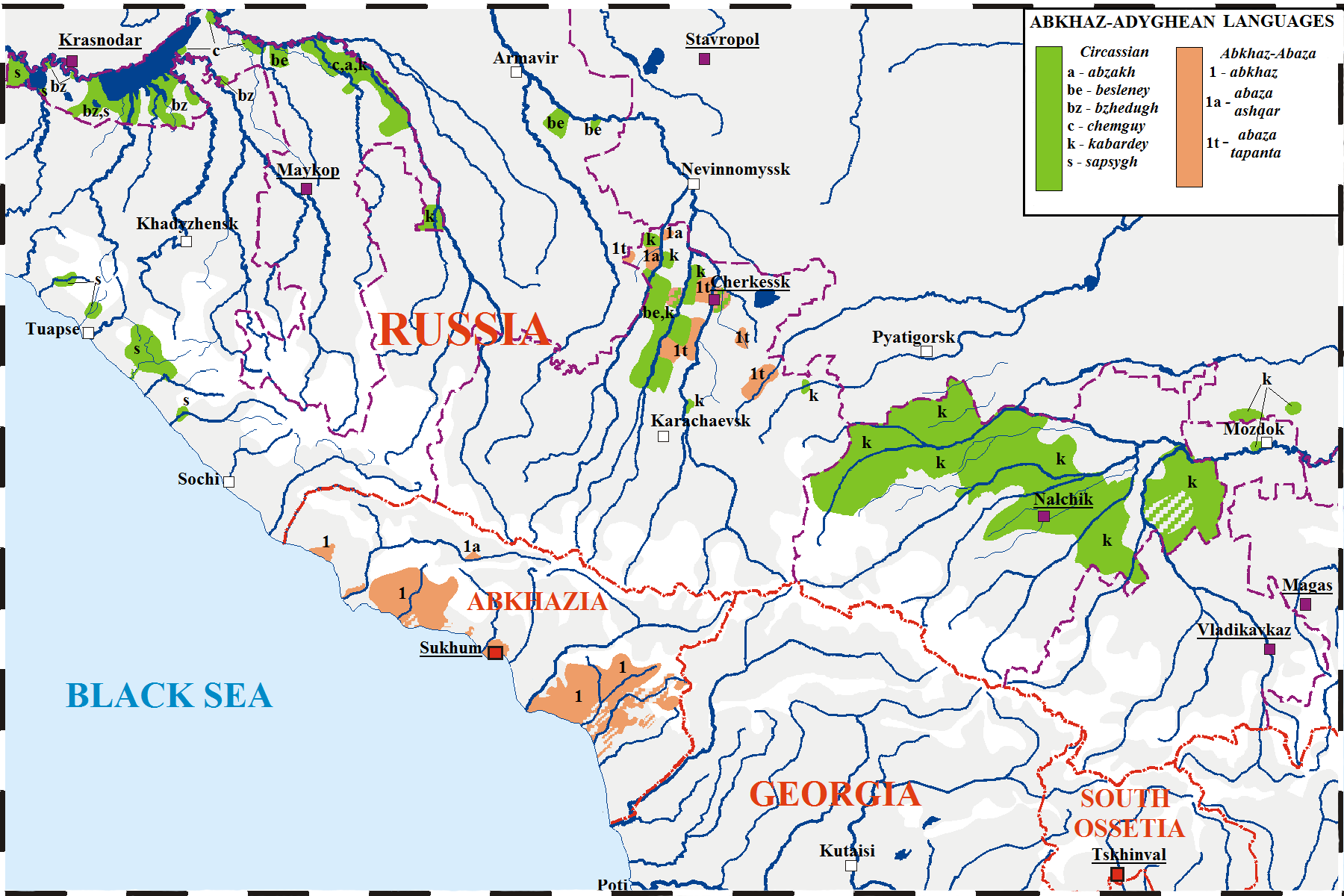
Siedlungsgebiete der Tscherkessen (grün) und Abchasen und Abasinen im westlichen und mittleren Kaukasus. Abasinische Dialekte: 1a (=Aschkar-Dialekt) und 1t (=Tapanta-Dialekt), an der Küste 1 sind Dialektgebiete des Abchasischen.

Abasinen im 19. Jahrhundert.

Die nationale Flagge der Abasinen seit den 1990er Jahren. Sie ist aus der Flagge Abchasiens übernommen (die Hand stammt aus dem mittelalterlichen Wappen der Stadt Sebastopol, des heutigen Sochumi).

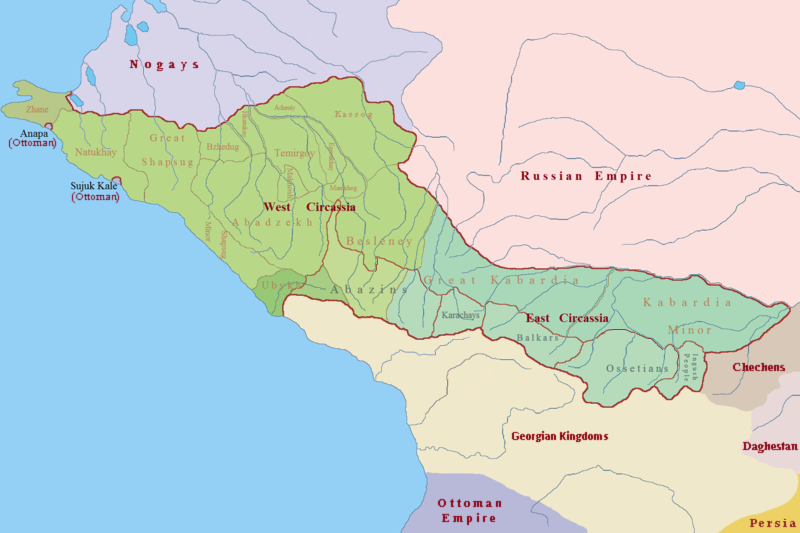
Historische Siedlungsgebiete der Tscherkessenstämme 1750 und verbündeter Sprachgruppen (dicker abgegrenzt). Im Südwesten das damalige Siedlungsgebiet der Abasinen.

Die Abasinen, Abasiner oder Abasen (abasinisch Абаза / Abasa) sind ein Volk im Kaukasus, das sprachlich eng mit den Abchasen und entfernter mit den Tscherkessen verwandt ist. Sie leben vorwiegend in der russischen Republik Karatschai-Tscherkessien, wo ihre Sprache offiziell als regionale Amtssprache anerkannt ist. Knapp die Hälfte der Abasinen Russlands lebt im abasinischen Rajon innerhalb von Karatschai-Tscherkessien, wo sie über 87 % der Bevölkerung darstellen. Eine kleine Gruppe lebt in den städtischen Zentren der benachbarten Region Stawropol besonders der dem Siedlungsgebiet am nächsten gelegenen Stadt Kislowodsk. Bei der Volkszählung in Russland 2010 gaben 43.341 Personen an, Abasinen zu sein, davon 36.919 in der Teilrepublik Karatschai-Tscherkessien (7,8 % der Bevölkerung).
Weitere abasinische Bevölkerungsgruppen und Diasporagemeinden gibt es auch in anderen Regionen Russlands, sowie in der Türkei, Syrien, Jordanien, Ägypten und dem Libanon (geschätzt, aber nicht gesichert: 11.000 Personen, die die Sprache noch sprechen).
Es gibt insgesamt mehr Nachkommen abasinischer Flüchtlinge des 19. Jahrhunderts im Nahen Osten, als Abasinen in Russland selbst. Ein großer Teil von ihnen ist dort inzwischen jedoch assimiliert und spricht die Sprache ihrer Vorfahren nicht mehr. In nahöstlichen Ländern werden sie oft mit den sprachlich nahestehenden Abchasen gleichgesetzt.
Unter ihnen gab es bis ins 19. Jahrhundert auch die vom Fürstentum Abchasien unabhängigen Stammesverbände der Sads-Abchasen aus dem heutigen abchasisch-russischen Grenzgebiet, deren Nachkommen heute nur noch in der Türkei leben und deren Zuordnung zu den Abchasen oder Abasinen unterschiedlich gehandhabt wird. Sie werden auch als kleinabchasische oder südabasinische Stammesverbände bezeichnet.

## Siedlungsgebiet vor 1864
Bis zum Ende des Kaukasuskrieges 1864 siedelten die Abasinen-Stämme – damals in Literatur oft „Abasa“ genannt – nicht in ihrem heutigen Gebiet, sondern in einem südlicheren, wesentlich größeren Siedlungsgebiet höher im Gebirge. Durch den Zuzug der Stämme des Aschkar-Dialektes im 18./19. Jahrhundert expandierte ihr Siedlungsgebiet in dieser Zeit allmählich, besonders nach Nordosten hin. Die Abasinen teilten das Schicksal der westlichen Tscherkessen in den russischen Deportationen am Ende des Kaukasuskrieges um 1864. Die letzte Schlacht dieses Krieges war die Niederlage der Achtschipsou-Sads-Abchasen in der Schlacht von Kbaade am 21. Maijul. / 2. Juni 1864greg. dessen Datum tscherkessische und abchasisch-abasinische Verbände bis heute gedenken. Über 80 % wurden ins damalige Osmanische Reich als Muhadschire (Flüchtlinge) ausgesiedelt, ca. 10 % in flachere Gebiete am mittleren und unteren Kuban umgesiedelt. Etwa 10 % kamen um, teilweise sogar von russischen Verantwortlichen hingenommen oder befürwortet, weshalb die Deportation heute auch oft als Völkermord gesehen wird. Dadurch leben sie heute in einem nördlicheren und wesentlich kleineren Siedlungsgebiet. Unter Abchasen flüchteten nach Schätzungen bis zu 70 %, oder wurden deportiert, darunter alle Angehörigen der unabhängigen sads-abchasischen Stammesverbände.

## Religion
Abasinen sind überwiegend sunnitische Muslime. Wie bei allen Völkern Nordkaukasiens haben sich auch vorislamische Traditionen erhalten. Wie im gesamten nordwestlichen Kaukasus begann die Islamisierung unter dem Einfluss des Krimkhanates im 16. Jahrhundert, die Mehrheit der Bevölkerung konvertierte aber erst im 18./19. Jahrhundert. Zuvor waren die Abasinen Christen mit synkretistischen Traditionen. Unter den Abchasen gibt es bis heute orthodoxe Christen (in Abchasien die Mehrheit der Abchasen, in der türkischen Diaspora nur Muslime).

## Sprache und Dialekte
Die Sprache der Abasinen, das Abasinische, gehört der Nordwestkaukasischen oder Adyge-Abchasischen Sprachfamilie an. Seit 1936 wird sie in kyrillischen Schriftzeichen geschrieben. Sie steht dem Abchasischen sehr nahe und ist gegenseitig weitgehend verständlich. Zu den tscherkessischen Dialekten, für die heute zwei Schriftsprachen existieren, bestehen viel größere Unterschiede. Der abchasisch-abasinische Zweig und der tscherkessische (adygische) Zweig haben sich wohl schon seit dem 3. oder 2. Jahrtausend v. Chr. getrennt entwickelt.
Abasinisch hat zwei Hauptdialekte: Tapantisch (Tapanta) und Aschkarisch (auch Aschkar, Aschqar, Aschkaraua, Schkaraua genannt), einige Kaukasiologen sehen noch einen dritten Dialekt Besschar, der anderen aber als Unterdialekt des Tapantischen gilt. 
Die abasinische Schriftsprache, in der auch die abasinische Literatur verfasst ist (siehe unten), besteht aus Elementen beider Hauptdialekte. Abasinisch ist heute eine von fünf offiziellen Sprache in der russischen Teilrepublik Karatschai-Tscherkessien. Ein Großteil der Abasinen lebt dabei im 2006 geschaffenen abasinischen Rajon.
Die meisten Kaukasiologen gehen davon aus, dass die Anwesenheit des Abasinischen in Nordkaukasien Ergebnis einer Auswanderung aus Abchasien war, wobei der dem Abchasischen weniger ähnliche Tapanta-Dialekt wohl schon im 13.–14. Jahrhundert ankam. Der Aschkar-Dialekt, der sogar vereinzelt im Norden Abchasiens gesprochen wird, und der auch heute noch dem Bzyb-Dialekt des Abchasischen und ganz besonders den sadsischen Dialekten nahesteht, kam wohl erst im 18.–19. Jahrhundert in den Nordkaukasus. Eine Minderheit der Forscher in Georgien glaubt an eine Wanderung in umgekehrter Richtung aus Abasinien nach Abchasien. Das gilt vielen Linguisten als wenig wahrscheinlich, weil zahlreiche alte Lexeme des Abchasischen sich auf das Meer und die Schifffahrt beziehen und weitere sehr alte Lehnworte im Abchasischen (mindestens seit dem Mittelalter, Bereiche des Christentums, Kultur und Landwirtschaft) aus südkaukasischen Sprachen stammen, was eine lange Nachbarschaft der Abchasen zu georgischen Gruppen und zum Schwarzen Meer nahelegt.
Bis ins 19. Jahrhundert wurde in der heutigen Grenzregion von West-Abchasien bis zum russischen Sotschi auch noch der Sadsische Hauptdialekt (Sads) gesprochen, der heute nur noch in der Türkei und nahöstlichen Staaten vorkommt, und dessen Sprecher als „Sadsen“, „Sads-Abasa“, „Sads-Abasinen“, meistens „Sads-Abchasen“ bezeichnet wurden. Die historische Bezeichnung im 18./19. Jahrhundert ist „Dschiget“, seltener „Dschigit“, eine Bezeichnung, die vom mittelalterlichen georgischen Namen der Zichi kommt. Dieser Hauptdialekt steht in der gegenseitigen Verständlichkeit zwischen den abchasischen und abasinischen Dialekten. Er unterteilt sich in den eigentlichen sadsischen Unterdialekt (mit sechs Mundarten), früher im Küstengebiet nordwestlich von Gagra bis etwa ins Zentrum von Sotschi gesprochen, zwischen Sotschi und Sotschi-Adler auch in gemischter Ansiedlung mit Sprechern des Ubychischen und in die sadsischen Bergdialekte, die auch als südabasinische oder kleinabchasische Bergdialekte oder als Medowej-Dialekte (abchasisch-abasinisch auch Mdaschwn oder ähnlich genannt) bezeichnet werden. Die sadsischen Bergdialekte stehen dem abasinischen Aschkar-Dialekt sehr nahe und unterteilten sich von West nach Ost in die Mundarten Tschwa (um Mazesta), Tschuschi (um Kudepsta), Tschwischepse/Zwydschi (um das Dorf Tschwischepse an der mittleren Msymta), Achtschipsou (um das heutige Krasnaja Poljana an der oberen Msymta) und ganz im Osten Aibgha (am Oberlauf des Psou, der heute die Grenze zwischen Abchasien und Russland bildet).

## Historische Stammesverbände
Der größte Abasinen-Stamm war der Stamm der „Altykesek“ (turksprachige Fremdbezeichnung, sie selbst nannten sich „Aschuwa“), der im Osten und Nordosten siedelte, im Südosten siedelten die „Baskag“ (in nebenstehender Karte nicht eingezeichnet, aber in der Karte der Fußnote unten) und westlich von beiden die „Baschilbaj(ew)“. Alle drei sprachen Mundarten den Tapanta-Dialekt und waren im Tapanta-Stammesverband zusammengeschlossen (auf nebenstehender Karte „Teberda“ genannt).
Die Stämme des westlicheren Aschkaraua-Dialektes, die den Aschkaraua-Stammesverband bildeten, waren: im Osten, westlich der tapantischen Stämme die „Tam(ow)“ und ganz im Westen von Nord nach Süd: die „Baraka(jew)“, die „Bagi“ und die „Tschagraj“ (auch „Tschegerej“ oder „Schachgirej“ genannt).
Die drei sadsischen Stämme, meist zu den Abchasen gezählt, waren: an der Küste des heutigen abchasisch-russischen Grenzgebietes die eigentlichen „Sads“/„Dschiget“ und im nördlicheren Gebirge von West nach Ost die „Achtschipsou“ (am Oberlauf der Msymta, heute auf russischer Seite der Grenze um Krasnaja Poljana) und die die „Aibgha“ (am oberen Psou).
Manchmal wurde der Begriff Sads(-Abchasen/-Abasinen) nicht im streng sprachwissenschaftlichen Sinn verwendet, sondern als Sammelbegriff für alle abasinischen/abchasischen Stammesverbände, die vom Fürstentum Abchasien unabhängig in „Kleinabchasien/Südabasinien“ lebten. Dazu gehörten neben den genannten auch die „Pschu“ (Aussprache wie „Pßchu“, um den gleichnamigen Ort Pschu am oberen Bsipi/Bsyb, ebenfalls alle deportiert, heute ist das Dorf vorwiegend russisch, zum geringeren Teil aschkarauisch besiedelt), die aber einen Dialekt sprachen, der dem abchasischen Hauptdialekt Abschuj, nicht dem sadsischen Dialekt näher steht und der in der Diaspora inzwischen ausgestorben ist. 
Nur selten werden auch die Bergstämme der „Guma“ (im nördlichen Bergland Mittelabchasiens, Dialekt existiert noch in Abchasien und in der Diaspora) und der „Tsabal“ (auch „Zebeldiner“, einst am oberen Kodori in Nordost-Abchasien, ebenfalls deportiert, Dialekt in der Diaspora heute ausgestorben) dazu gezählt, die ebenfalls dem Abschuj-Dialekt verwandte Dialekte sprachen und die zwar formal dem Fürstentum unterstanden, faktisch aber in den Bergen ein autonomes Eigenleben führten. Schließlich wurden selten, wie in nebenstehender Karte, auch die „kleinabchasischen“ „Bzyb“ im Küstengebiet östlich der Sads/Dschiget dazugezählt, deren Dialekt bis heute in Abchasien und in der Diaspora existiert und der als gesonderter abchasischer Hauptdialekt neben Abschuj klassifiziert wird.

## Bekannte Abasinen oder Persönlichkeiten abasinischer Herkunft
Bekannte Persönlichkeiten abasinischer Herkunft sind die meist aus dem ägyptischen Gouvernement Asch-Scharqiyya stammenden Mitglieder der Großfamilie Abasa, die schon seit dem 19. Jahrhundert als erfolgreiche Unternehmer und Politiker in Ägypten gesellschaftlich aufstiegen. Mehrere in Ägypten bedeutende Unternehmer, Politiker (z. B. Amin Ahmed Mohamed Othman Abaza), Schriftsteller, Schauspieler (z. B. Rushdy Abaza) und Wissenschaftler (z. B. Mona Abaza) kommen aus der Abaza-Familie. Es gibt weitere Persönlichkeiten in der Geschichte des Nahen Ostens mit dem Namen Abasa oder die als abasinischer Herkunft gelten, allerdings wurde oft nicht zwischen Abasinen und Abchasen unterschieden.

## Abasinische Literatur
Als Begründer der abasinischen Literatur (im genaueren Sinne, nicht abchasische oder sads-abchasische Literatur) gilt Talustan Tabulow (1879–1956), vorher existierte die abasinische Literatur in russischer Sprache, in der auch heute einige Autoren schreiben.
Die abasinische Literatur ist eine ausgereifte Literatur, d. h. die Autoren äußern sich in allen literarischen Genres wie Lyrik, Prosa und Dramatik. In die russische Sprache sind bislang ca. 33 Bücher der abasinischen Literatur übersetzt worden, wovon 2/3 Lyrik darstellen und nur fünf Bücher Romane bzw. Erzählungen.
In deutscher Sprache erschienen ist der Erzählungsband: „Abasinische Prosa - Folklore, Erzählungen, Novellen und Miniaturen“ mit einem Nachwort über die Abasiner und ihre Literatur.